# Baskondo
Ne doit pas être confondu avec Baskouda.
Baskondo est une localité située dans le département de Namissiguima de la province du Sanmatenga dans la région Centre-Nord au Burkina Faso. 

## Géographie
Baskondo se trouve à 8 km au sud-ouest de Namissiguima, à 35 km à l'ouest de Barsalogho, à 35 km au nord-est de Kongoussi et à environ 70 km au nord-ouest de Kaya, la capitale régionale.

## Éducation et santé
Le centre de soins le plus proche de Baskondo est le centre de santé et de promotion sociale (CSPS) de Namissiguima tandis que le centre médical avec antenne chirurgicale (CMA) de la province se trouve à Barsalogho et que le centre hospitalier régional (CHR) est à Kaya. 
Baskondo possède un centre d'alphabétisation.